# Phare de Sharkfin Shoal

Le phare de Sharkfin Shoal (en anglais : Sharkfin Shoal Light) était un phare offshore de type screw-pile lighthouse situé en baie de Chesapeake à l'embouchure de la Nanticoke River dans le Comté de Dorchester, Maryland. Il a été remplacé par une balise automatique.

## Historique
Ce phare a été construit en 1892 pour remplacer le Clay Island Light (en) au nord-est. En 1964, la maison a été démantelée et une balise automatique montée sur une tour métallique a été installée sur la fondation.

## Description
Le phare actuel est une tour métallique à claire-voie  montée sur l'ancienne plateforme.Il émet, à une hauteur focale de 13,5 m, un  éclat blanc par période de 6 secondes. Sa portée n'est pas connue. Il porte une marque de jour et possède aussi un feu à secteurs rouges couvrant les hauts-fonds voisins.
Identifiant : ARLHS : USA-985 ; USCG : 2-23590 ; Admiralty : J2028  .

### Lien connexe
- Liste des phares du Maryland